# Siligo
Siligo est une commune de la province de Sassari dans la Sardaigne en Italie.

## Géographie
Siligo fait partie de la région agraire No. 6 - Meilogu (Logudoro). Son territoire s'étend sur plus de 4000 hectares et se caractérise par plusieurs reliefs d'origine volcanique, parmi eux le Mont Santu (733 mètres), avec sa forme de cône tronqué caractéristique (Mesa) et le mont Ruju avec ses  dykes d'une taille considérable, appelé Su Muru 'e Ferru (Le mur de fer). Un autre relief de grande valeur paysagère est le mont Saint-Antoine (599 mètres), qui est la branche nord-ouest du plateau volcanique appelé mont Pelau.

## Archéologie et histoire
Au sommet du mont Saint-Antoine il y a un important sanctuaire nuragique ainsi que les vestiges d'un château fort médiéval (identifiés par plusieurs noms, y compris Cepola, Capula, Crastula). 
Son nom est documenté dans les  condaghes (du XIe au XIIIe siècle) de San Nicola di Trullas (Saint-Nicolas de Trullas) et San Michele di Salvennor (St. Michael de Salvennor), et dans d'autres différents documents, où le nom est inscrit sous différentes formes telles que  "Siloque, Siloghe, Syloge".

## Fêtes, foires
- San Vincenzo Ferrer, la dernière semaine d'août

## Administration
| Période                                  | Période  | Identité    | Étiquette | Qualité |
| ---------------------------------------- | -------- | ----------- | --------- | ------- |
| 10 mai 2015                              | En cours | Mario Sassu | PD        |         |
| Les données manquantes sont à compléter. |          |             |           |         |

### Communes limitrophes
Ardara, Banari, Bessude, Bonnanaro, Codrongianos, Florinas, Mores, Ploaghe

## Personnalités
- Gavino Contini (1855- 1915), poète
- Rita Livesi (1915), actrice
- Maria Carta (1934-1994), chanteuse de musique traditionnelle sarde et actrice
- Gavino Ledda (1938-), écrivain, linguiste, auteur de Padre, padrone : l'éducation d'un berger[2].

## Monuments
- L'église byzantine de Notre-Dame de Mesumundu